# Sanvensa
 Sanvensa  (en occitano Sant Vensa) es una población y comuna francesa, situada en la región de Mediodía-Pirineos, departamento de Aveyron, en el distrito de Villefranche-de-Rouergue y cantón de Najac.

## Demografía
| 716 | 649 | 625 | 558 | 563 | 506 |
| Para los censos de 1962 a 1999 la población legal corresponde a la población sin duplicidades (Fuente: INSEE [Consultar]) |     |     |     |     |     |